# 궁둥신경

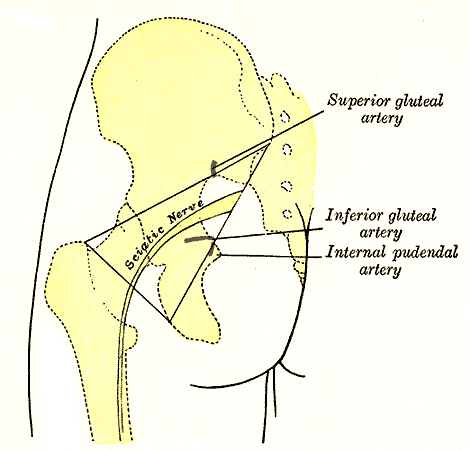
좌골신경(sciatic nerve)의 위치

궁둥신경(sciatic nerve) 또는 좌골신경(坐骨神經)은 사람 및 다른 동물에 있는 큰 신경 섬유이다. 등쪽 하단에서 시작하여 엉덩이를 지나 하지로 들어간다. 좌골신경은 인체 내의 가장 길고 넓은 단일 신경이다.
좌골신경은 L4에서 S3까지의 척수신경으로부터 나온다. 좌골신경은 허리엉치신경얼기의 앞쪽과 뒤쪽 갈래로부터의 섬유를 포함한다.

## 같이 보기
- 작은궁둥패임
- 큰궁둥패임